# PolyGram
PolyGram — нідерландський лейбл звукозапису, заснований 1972 року.
Лейбл належав компанії PolyGram N.V., яка, своєю чергою, на 75 % належала компанії Philips Electronics N.V. Ще на початку 1950-х років Philips придбала німецький лейбл Polydor Records, а пізніше — ще дві компанії звукозапису, Mercury Records (1961) та MGM Records (1972). Було вирішено об'єднати Polydor із компанією Phonogram Inc., і саме з них 1972 року було утворено PolyGram. Подальший розвиток лейблу відбувся протягом 1990-х років, коли його частиною стали Island Records, A&M Records, Motown та Def Jam Recordings.
1998 року PolyGram було об'єднано із колишнім лейблом MCA Records. Результатом стало створення компанії Universal Music Group (UMG), найбільшої у світі музичної корпорації. На момент об'єднання ціна PolyGram становила 10,4 млрд доларів, а частка ринку складала 12,8 % (третій результат у світі після Warner-Elektra-Atlantic та Sony, такий саме, як у BMG).